# Brzózka (Rozpucie)
Brzózka (Berezka) – część wsi Rozpucie w Polsce, położona w woj. podkarpackim, w pow. sanockim, w gminie Tyrawa Wołoska.
W latach 1975–1998 Brzózka administracyjnie należała do województwa krośnieńskiego.
Druga część dawnej miejscowości Berezka, także o nazwie Brzózka jest obecnie częścią Tyrawa Wołoska.